# Габрешка пещера
Габрешката пещера (на гръцки: Σπήλαιο Γάβρου) е пещера край костурското село Габреш (Гаврос), Егейска Македония, Гърция.

## Местоположение
Пещерата е разположена в Дъмбенската планина (Буци), западно от Габреш.

## Описание
Представлява вертикална пропаст с максимална дълбочина 15 m без друга камера.